# Nokia 6600
Nokia 6600 — смартфон от компании Nokia, выпущенный во 2-м квартале 2003-го года. Один из первых смартфонов. В США модель была выпущена модифицированной под названием Nokia 6620.

## Характеристики
- Обмен сообщениями:

SMS, EMS, MMS, почтовый клиент, Т9
* Дополнительные опции:
1. Органайзер
2. Календарь

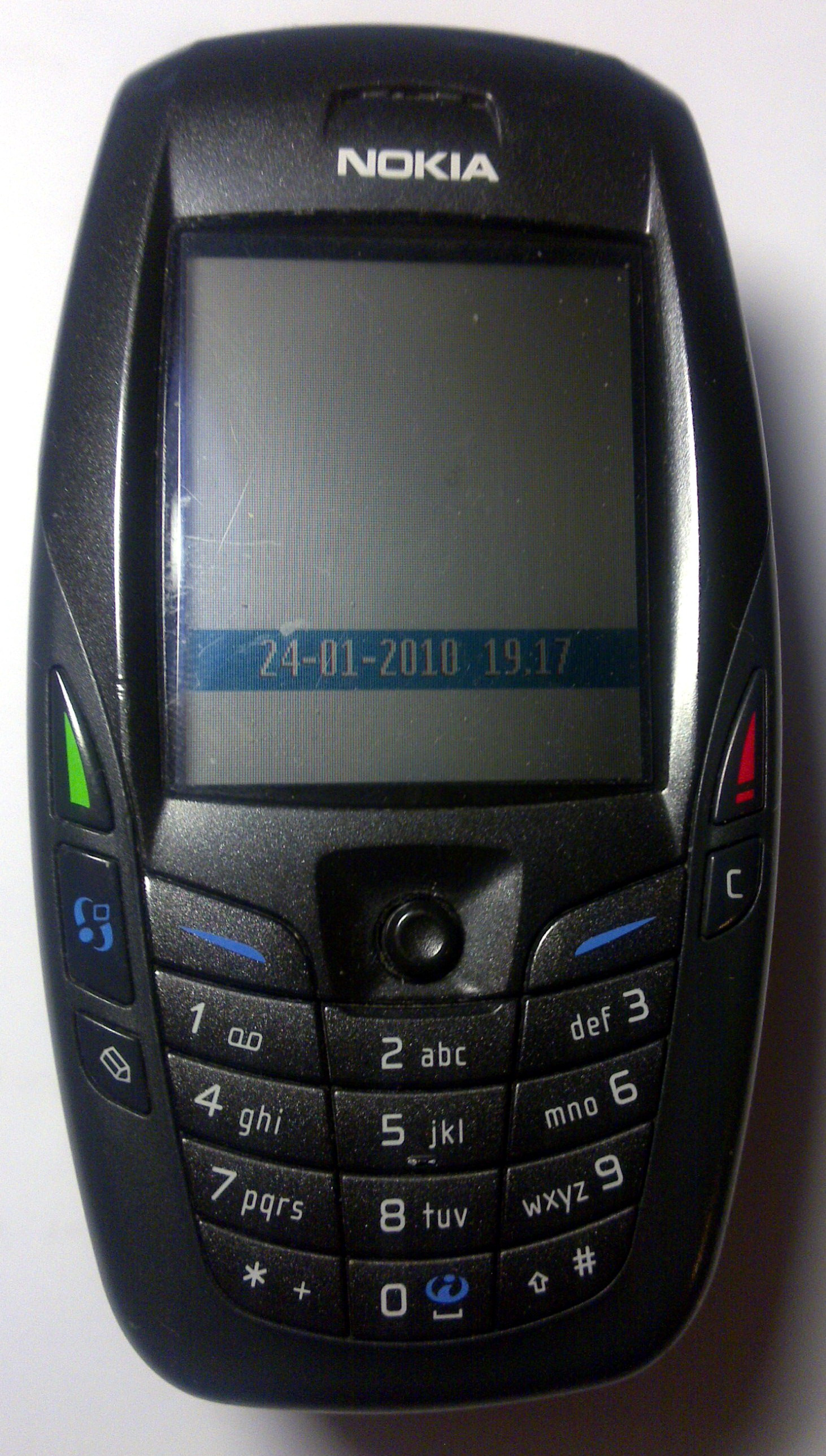
Телефон также доступен в чёрном цвете

3. Java и Symbian программы/игры: (MIDP 2.0) и .sis, также возможно установить эмулятор "Dendy" или "Sega".
4. В каждой программе есть возможность выбора языка, независимо от языка меню/системы.
5. Калькулятор с графическими кнопками, которым очень удобно управлять с помощью джойстика.
6. Конвертер валют. Курсы заполняются вручную (обновление через интернет отсутствует).
7. Диктофон. Время записи лимитируется только объемом карты памяти.
8. Кошелек. Стандартная опция для хранения частной информации, например, паролей доступа или номеров банковских карт. Данные защищаются паролем.

Другое:
- Антенна встроенная.
- SAR 0.8 Вт/кг.

Недостатки:
- воспроизведение МР3 только в моно.
- без дополнительных программ невозможно установить МР3 как мелодию звонка.
- отсутствие FM-приемника.
- очень мало оперативной памяти и памяти самого устройства .
- нет USB-порта, поэтому синхронизация с ПК возможна только беспроводным путём (IrDA, Bluetooth)
- не имеет возможности горячей замены карты памяти.

## Телефон в Поп-культуре
Телефон имел значительную популярность и часто фигурирует в ряде фильмов и телесериалов.
- 2004 «Сотовый» (англ. Cellular) актер Крис Эванс, пользуется Nokia 6600, на протяжении всего фильма и использует различные функции данной модели.
- 2004 «Серебряный ястреб» (англ. Silver Hawk).
- 2005 «Перевозчик-2» (англ. Transporter 2).
- 2007 «Жнец» (англ. Reaper) главный герой сериала пользуется 6600.
- 2008 «Аамир» (хинди आमिर).
- 2008 «Похищение» (хинди किडनैप) актер Имран Хан (хинди इम्रान ख़ा, англ. Imran Khan) пользуется данной моделью.
- 2009  «АК-47»  -  «Ак Ак»  В одной из строчек упоминается "Нокия шесть шесть два ноля".

Позже (2008 год) Nokia выпустила еще 2 модели с таким названием - 6600 Slide и 6600 Fold